# Marshall Hall
Pour les articles homonymes, voir Hall.

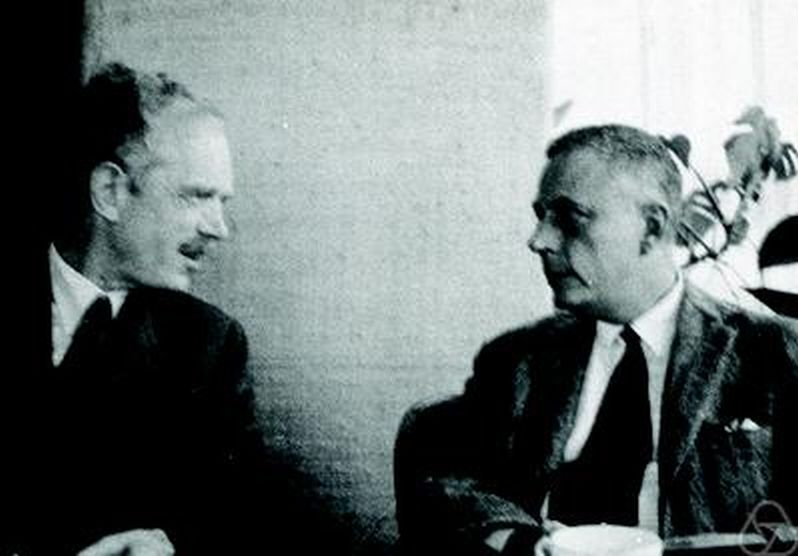
Marshall Hall (à droite) avec Ernst Witt (coll. MFO)

Marshall Hall, Jr. (17 septembre 1910, Saint-Louis (Missouri) – 4 juillet 1990, Londres) est un mathématicien américain qui a apporté des contributions importantes à la théorie des groupes et à la combinatoire.

## Biographie
Hall a étudié les mathématiques à Yale (diplômé en 1932) puis un an à Cambridge grâce à une Henry Fellowship, travaillant avec G. H. Hardy, Philip Hall et Harold Davenport. Il est retourné à Yale où il a soutenu en 1936 un Ph. D., dirigé par Øystein Ore,.
Il a travaillé pour le renseignement de la Marine américaine pendant la Seconde Guerre mondiale, ainsi que six mois en 1944 à Bletchley Park, le centre britannique de cryptanalyse. En 1946, il a pris un poste à l'université d'État de l'Ohio. En 1959, il est passé au California Institute of Technology où, en 1973, il fut le premier professeur nommé en mathématiques, sur la chaire IBM. Après sa retraite du Caltech en 1981, il accepta un poste à l'université Emory en 1985.
Hall est mort en 1990 à Londres, alors qu'il se rendait à une conférence en l'honneur de son 80e anniversaire.

## Œuvre
Hall a écrit beaucoup d'articles d'importance fondamentale en théorie de groupes, dont sa solution au problème de Burnside pour les groupes d'exposant 6, montrant qu'un groupe de type fini est fini dès que tous ses éléments ont un ordre divisant 6.
Ses travaux en combinatoire comprennent un article important de 1943 sur les plans projectifs, qui est resté de nombreuses années l'un des articles de recherche mathématique les plus cités. Il y construisait une famille de plans projectifs non arguésiens, qu'on a appelés les plans de Hall (en). Il a aussi travaillé sur les structures de blocs et la théorie des codes.
Son ouvrage sur la théorie des groupes est devenu un classique. Celui sur la théorie combinatoire a été réédité en 1986, par John Wiley & Sons.

## Sélection de publications
- (en) « Projective planes », Trans. Amer. Math. Soc., vol. 54, no 2,‎ 1943, p. 229-277 (lire en ligne)
- (en) Theory of Groups, Macmillan, 1959[5]
- (en) (avec James K. Senior), The Groups of Order 2n (n ≤ 6), Macmillan, 1964Un catalogue exhaustif des 340 groupes dont l'ordre divise 64, avec des tables détaillées des relations de définitions, des constantes et des treillis des sous-groupes, dans une notation définie par le texte. « D'une valeur durable pour ceux qui s'intéressent aux groupes finis[6]. »
- (en) Combinatorial Theory, Blaisdell Publishing, 1967